# Азербејџан на Светском првенству у атлетици у дворани 2001.
Азербејџан је после пропуштеног Првенства 1999. у Меабашију учествовао на 8. Светском првенству 2001. одржаном у Лисабону од 9. до 11. марта.
У његовом четвртом учешћу на светским првенствима у дворани, Азербејџан је представљао један атлетичар који се такмичио у трци на 400 м.
Атлетичар Азербејџана није освојио ниједну медаљу, нити је оборио неки рекорд.

## Учесници
Мушкарци:
- Дмитриј Чумичкин — 400 м

## Резултати

### Мушкарци
| Атлетичар        | Дисциплина | Лични рекорд | Квалификације | Квалификације | Полуфинале           | Полуфинале           | Финале               | Финале       | Детаљи                                   |
| Атлетичар        | Дисциплина | Лични рекорд | Резултат      | Место         | Резултат             | Место                | Резултат             | Место        | Детаљи                                   |
| ---------------- | ---------- | ------------ | ------------- | ------------- | -------------------- | -------------------- | -------------------- | ------------ | ---------------------------------------- |
| Дмитриј Чумичкин | 400 м      | 48,13        | 48,52         | 5. у гр. 5    | Није се квалификовао | Није се квалификовао | Није се квалификовао | 24 / 25 (26) | Архивирано на веб-сајту (26. април 2015) |